# مسجد الازهر
مسجد الازهر (به عربی: الجامع الأزهر)، مسجدی در قاهره ی مصر در هسته تاریخی اسلامی این شهر است. این مسجد که در سال ۳۵۹ هجری قمری به عنوان پایتخت جدید خلافت فاطمیان ساخته شد، اولین مسجدی بود که در شهری بنا گردید که بعدها به لقب «شهر هزار مناره» ملقب شد. نام آن عموماً برگرفته از زهرا(به معنای درخشنده) دانسته میشود که عنوانی است برای فاطمه، دختر محمد .
خلافت فاطمی ، که به عنوان امپراتوری فاطمی نیز شناخته می‌شود، یک خلافت بود که از قرن دهم تا دوازدهم میلادی تحت حکومت فاطمیان، یک دودمان اسماعیلی شیعه، وجود داشت. این خلافت شامل نواحی وسیعی از شمال آفریقا و غرب آسیا بود و از مدیترانه غربی در غرب تا دریای سرخ در شرق گسترش می‌یافت. فاطمیان نسب خود را به دختر پیامبر اسلام، محمد، یعنی فاطمه و همسرش علی، اولین امام شیعه، نسبت می‌دهند. فاطمیان به عنوان امامان راستین توسط جوامع مختلف اسماعیلی و همچنین توسط فرقه‌های مختلف در بسیاری از سرزمین‌های مسلمان و مناطق مجاور شناخته شدند.
فاطمیان در دوران خلافت عباسی ظهور کردند و در ابتدا افریقیه (تقریباً تونس کنونی و شمال شرقی الجزایر) را فتح کردند. آنها سلطه خود را در سواحل مدیترانه گسترش دادند و در نهایت مصر را به مرکز خلافت تبدیل کردند. در اوج خود، خلافت شامل نواحی مختلفی از مغرب، سیسیل، شام و حجاز بود.
بین سال‌های ۲۸۹ تا ۲۹۶ هجری قمری، تأسیس دولت فاطمی تحت رهبری داعی (مبلغ) ابو عبدالله تحقق یافت، که فتح افریقیه آغلبی با کمک نیروهای کتامه راه را برای تأسیس خلافت هموار کرد. پس از فتح، عبدالله المهدی بالله از سجلماسه بازگردانده شد و سپس به عنوان امام این جنبش پذیرفته شد و در سال ۲۹۶ هجری قمری اولین خلیفه و بنیان‌گذار این دودمان شد. در سال  ۳۰۸ هجری قمری، شهر المهدیه به عنوان پایتخت تأسیس شد. در سال ۳۳۶ هجری قمری، پایتخت خود را به المنصوریه، نزدیک قیروان منتقل کردند. در سال ۳۵۸ هجری قمری، در دوران سلطنت المعز، مصر را فتح کردند و در سال ۳۶۲ هجری قمری، خلافت به پایتخت تازه تأسیس فاطمی قاهره منتقل شد. مصر به مرکز سیاسی، فرهنگی و مذهبی امپراتوری تبدیل شد و فرهنگی جدید و "بومی عربی" را توسعه داد. پس از فتح‌های اولیه خود، خلافت معمولاً درجه‌ای از تحمل مذهبی نسبت به فرقه‌های غیرشیعه اسلام و همچنین یهودیان و مسیحیان را مجاز می‌دانست. با این حال، رهبران آن در متقاعد کردن جمعیت مصری برای پذیرش باورهای مذهبی خود پیشرفت چندانی نکردند.

### فتح مصر
پس از فتح مصر، جوهر الصقلی نظارت بر ساخت محوطه سلطنتی برای دربار خلیفه و ارتش فاطمی را بر عهده داشت و الازهر را به عنوان پایگاهی برای گسترش اسلام شیعه اسماعیلی بنا کرد. قاهره که در نزدیکی شهر سنی‌نشین و پرجمعیت فسطاط واقع شده بود، به مرکز فرقه شیعه اسماعیلی اسلام و پایتخت امپراتوری فاطمی تبدیل شد. جوهر دستور ساخت یک مسجد جامع برای شهر جدید را صادر کرد و کار ساخت آن در تاریخ ۱۹ جمادی الاول ۳۵۹ هجری قمری آغاز شد. این مسجد در سال ۳۶۱ هجری قمری تکمیل شد و اولین نماز جمعه در تاریخ ۲۷ربیع الاول ۳۶۱ هجری قمری در ماه رمضان در آنجا برگزار شد.  در طول عید فطر در سال ۳۶۱ هجری قمری، مسجد توسط خلیفه به عنوان مسجد جامع در قاهره شناخته شد. المعز و پسرش،(زمانی که او نیز خلیفه شد)حداقل یک خطبه جمعه در طول ماه رمضان در الازهر می خواندند.با تأسیس خلافت فاطمی، آموزش‌های مبلغین سازمان‌دهی شده و نقش قاضی‌القضات که مسئول چنین موضوعاتی بود، به یک مسئولیت سیاسی مهمی تبدیل شد. او جایگاه دوگانه  قاضی‌القضات و مبلغ ارشد را دارا بود. تحت رهبری خلافت فاطمی،مسجد به مرکز  شبکه ای فکری گستردهای تبدیل شد که در سراسر جهان اسلام گسترش یافت. دانشمندانی از مناطق مختلف برای سخنرانی و تحصیل در الازهر دعوت می‌شدند و این مسجد به‌عنوان قطب علم و نمادی از اقتدار فاطمی تبدیل شد.
این مسجد به‌عنوان مکانی برای عبادت و مرکزی برای آموزش تأسیس شد. تا به امروز، این مسجد برجسته‌ترین مرکز برای مطالعه فقه و الهیات اهل سنت باقی مانده است. فاطمی‌ها حکومت خود را با ایجاد یک جنبش دینی از سایر پیشینیان سیاسی خود متمایز کردند. مهم‌ترین و پایدارترین بنای دوره فاطمی مسجد الازهر است اگرچه از ساختار اصلی آن چیز زیادی باقی نمانده است.
با گذشت زمان، تبلیغ تفکر اسماعیلی در الازهر کاهش یافت، به‌ویژه پس از سقوط خلافت فاطمی در قرن دوازدهم، و این نهاد به‌تدریج به یک مرکز آموزشی اهل سنت تبدیل شد. این مسجد به دژی برای ترویج اسلام سنی تبدیل شد و میزبان دانشمندان و دانشجویان از سراسر جهان بود. علی‌رغم این تحول، میراث معماری و هنری مسجد هنوز منعکس‌کننده منشأ فاطمی آن است، با تزئینات گچ‌بری پیچیده، کتیبه‌های کوفی، و طراحی‌های هندسی که عظمت ساخت اولیه آن را نشان می‌دهد.

### دوره ایوبیان
سلسله فاطمیان پس از سقوط خود تحت حاکمیت صلاح‌الدین ایوبی و دودمان ایوبیان قرار گرفت. صلاح‌الدین که در ابتدا توسط آخرین خلیفه فاطمی، العاضد، به عنوان وزیر منصوب شده بود (کسی که به اشتباه تصور می‌کرد می‌تواند به‌راحتی او را تحت کنترل خود بگیرد)، قدرت را در مصر تثبیت کرد و این کشور را با خلافت سنی عباسی در بغداد متحد ساخت. وی که به تاریخ شیعی مسجد الازهر بی‌اعتماد بود، در دوران حکومتش از جایگاه این مسجد کاست.

### دوره ممالیک
با این حال، سلسله ممالیک که پس از ایوبیان به قدرت رسید، به بازسازی و توسعه این مسجد پرداخت و برنامه‌های آموزشی آن را گسترش داد. زلزله‌ای در سال ۷۰۱ هجری قمری به الازهر و تعدادی دیگر از مساجد در سرتاسر قلمرو مملوک آسیب رساند. مسئولیت بازسازی بین امیران (شاهزادگان) سلطنت و رئیس ارتش، سیف‌الدین سالار، که مأمور تعمیر خسارات شده بود، تقسیم شد.تزئینات نواحی اسپندرال ها بعد ز زلزله تکمیل شد. یکی از این بازسازی‌ها، تغییر در محراب مسجد بود که شامل نصب روکشی از سنگ مرمر چندرنگ می‌شد. مدرسه طیبرسیه که در سال ۷۰۸ هجری قمری ساخته شد و آرامگاه امیر طیبرس را در خود جای داده است، در ابتدا به عنوان مسجدی مکمل برای الازهر در نظر گرفته شده بود، اما بعدها با مجموعه مسجد ادغام شد. در این مدرسه، مذاهب مالکی و شافعی تدریس می‌شد، اما امروزه بیشتر به عنوان مکانی برای نگهداری نسخه‌های خطی از کتابخانه استفاده می‌شود. تنها بخش باقی‌مانده از بنای اصلی، دیوار قبله و محراب چندرنگ آن است.
المقریزی گزارش کرده که این مدرسه به تدریس مذهب شافعی اختصاص داشته، در حالی که ابن دقماق اشاره کرده که یکی از ایوان‌های آن برای تدریس شافعی و دیگری برای مالکی استفاده می‌شده است. این مدرسه بعدها به‌طور کامل توسط عبدالرحمن کتخدا بازسازی شد، اما دیوار جنوب شرقی و محراب آن دست‌نخورده باقی ماند. محراب توسط کریسول، مورخ معماری، به‌عنوان "یکی از بهترین‌های قاهره" توصیف شده است. مدرسه اقباغاویه، که در سال ۷۳۹ هجری قمری ساخته شد، آرامگاه امیر اقباغا را در خود جای داده است. این مدرسه که در ابتدا به‌عنوان مسجد و مدرسه‌ای مستقل ساخته شده بود، بعداً با مجموعه مسجد الازهر ترکیب شد. این بنا شامل یک اتاق مقبره کوچک و یک سالن بزرگ‌تر است که هر دو دارای محراب هستند. ورودی، دیوار قبله و محراب‌های شیشه‌ای موزاییکی آن همچنان به شکل اصلی خود باقی مانده‌اند، در حالی که گنبد نوک‌تیز آن در دوره عثمانی بازسازی شد.
مدرسه جوهریه که در سال ۸۴۳ هجری قمری ساخته شد، مقبره جوهر القنقبائی، یکی از خواجه‌های سودانی و خزانه‌دار سلطان را در خود جای داده است. کف این مدرسه از سنگ مرمر ساخته شده و دیوارهای آن با کمدهای چوبی تزئین شده‌اند که با عاج، آبنوس و صدف منبت‌کاری شده‌اند. اتاق مقبره دارای یک گنبد سنگی کوچک است که نمای بیرونی آن با الگوهای عربی مآب تزئین شده است و از اولین نمونه‌های این نوع گنبدها در قاهره محسوب می‌شود. این بنا بین سال‌های ۱۴۰۰ و ۱۴۰۲هجری قمری مورد بازسازی قرار گرفت.
مناره قایتبای، که در سال ۸۸۷ یا ۹۰۰ هجری قمری ساخته شده است، دارای یک پایه مربع است که به یک بدنه هشت‌ضلعی منتهی می‌شود و سپس به یک بخش ده‌ضلعی و در نهایت به یک استوانه که از هشت ستون آجری تشکیل شده است. این مناره دارای سه بالکن است که با مقرنس تزئین شده‌اند. تصور می‌شود که این مناره در مکانی ساخته شده که پیش‌تر یک مناره آجری متعلق به دوره فاطمیان قرار داشته که چندین بار بازسازی شده بود.
در مقابل ورودی باب المزینین، درب قایتبای قرار دارد که نمونه‌ای عالی از سبک معماری و تزئینی دوره ممالیک متأخر محسوب می‌شود. این دروازه که در سال ۹۰۰ هجری قمری ساخته شده، به حیاط شبستان نماز منتهی می‌شود.
در سال ۹۱۴ هجری قمری، مناره‌ای با دو رأس توسط قانصوه الغوری ساخته شد. این مناره بر پایه‌ای مربع قرار دارد که اولین بخش آن هشت‌ضلعی است و چهار وجه آن دارای طاق‌های قوسی تزئینی است. بخش دوم یک چندضلعی دوازده ‌وجهی است که با سرامیک‌های آبی تزئین شده و از بخش اول با یک بالکن مقرنس جدا می‌شود. در بالاترین بخش، دو رأس پیازی‌شکل وجود دارد که با یک بالکن از بدنه جدا شده‌اند.
در دوران حکومت عثمانیان بر مصر، چندین الحاق و بازسازی در مسجد الازهر انجام شد که بسیاری از آن‌ها تحت نظارت عبدالرحمن کتخدا صورت گرفت. وی تقریباً اندازه مسجد را دو برابر کرد. کتخدا سه دروازه به مسجد اضافه کرد: باب المزینین (که به دروازه اصلی مسجد تبدیل شد)، باب الشوربا (دروازه سوپ)، و باب السعیده (دروازه سعیدی‌ها). وی به هر یک از این دروازه‌ها یک مناره نوک‌تیز به سبک عثمانی افزود که یکی از آن‌ها بعدها در جریان احداث خیابان الازهر تخریب شد.
برای باب المزینین، که در کنار مدرسه اقباغاویه قرار داشت، کتخدا قسمت بالای مناره اقبوغا را بازسازی کرد تا شبیه سایر مناره‌های عثمانی شود (اگرچه این قسمت در قرن بیستم مجدداً به سبک مملوکی بازسازی شد). در دوره عثمانی، چندین رواق نیز به مسجد اضافه شد، از جمله یک رواق ویژه برای دانشجویان نابینای الازهر که در این دوره بازسازی شد. کتخدا همچنین شبستانی جدید را در جنوب شبستان اصلی فاطمی بنا کرد و یک محراب اضافی در آن قرار داد، که در نتیجه، مساحت نمازخانه را دو برابر کرد. مجموعه اقدامات او عناصر مختلف مسجد را در یک ساختار نسبتاً یکپارچه ادغام کرد.
باب المزینین (دروازه‌ آرایشگرها) در سال ۱۱۶۶ هجری قمری ساخته شد. این دروازه که به کتخدا نسبت داده می‌شود، دارای دو در است که هر یک درون قوس‌های فرورفته‌ای قرار دارند. دو قوس نیم‌دایره‌ای قالب‌ریزی‌شده، با تیمپان‌هایی(tympanum) که با نقش سه‌برگ تزئین شده‌اند، در بالای درها دیده می‌شوند. در بالای این قوس‌ها، یک کتیبه وجود دارد که دارای پانل‌هایی با طرح درختان سرو است، که از ویژگی‌های رایج معماری عثمانی محسوب می‌شود.
یک مناره مستقل که توسط کتخدا ساخته شده بود، در ابتدا در بیرون این دروازه قرار داشت اما پیش از افتتاح خیابان الازهر، در جریان نوسازی‌های قاهره به دستور توفیق پاشا تخریب شد.

### رویداد های مدرن
در سال ۱۹۶۱ میلادی با اضافه شدن دروس غیر دینی ،عنوان دانشگاه به الازهر اضافه شد که در حال حاضر این مجموعه مرکز ادبیات عربی و علوم اسلامی می باشد. کتابخانه موجود در دانشگاه الازهر دومین کتابخانه بزرگ مصر پس از کتابخانه ملی مصر است.

### بازشناسی
در سال ۱۹۷۹ بخش تاریخی شهر قاهره به میراث جهانی یونسکو اضافه شد که مسجد الازهر نیز در این بخش از قاهره وجود دارد.
شکل گسترش مسجد را می‌توان پیرو الگویی دورانی دانست،به این معنا که سازه‌های جدید در اطراف محیط آن رشد کردند تا زمانی که یک دایره کامل را تشکیل دادند و سپس، در قرن هجدهم، یک پیشروی جدید به سمت جنوب و شرق در اطراف دایره قدیمی شروع به شکل‌گیری کرد. به‌تبع آن، تنها بخش کوچکی از نمای غربی فاطمی باقی‌مانده است؛ بنابراین شواهد متوجه می‌شویم که مسجد در ابتدا از آجر ساخته‌شده و چندین بار با گچ پوشانده شده است.
هنگامی‌که از میدان الازهر که در اواخر قرن نوزدهم طراحی‌شده است، به مسجد نزدیک می‌شویم، نمای شمال غربی ترکیبی از الگوهای شبه مملوکی را که در آستانه قرن محبوب بودند،به ما نمایش می‌دهد. بالای این نما، سه مناره و یک گنبد تیز ورودی اصلی را قاب می‌گیرند. از شمال به جنوب، مناره و گنبد المدرسة الأقبغاویة، مناره قایتبای و مناره قنصوه الغوری وجود دارند. ورودی اصلی کنونی الازهر، باب المزینین، دروازه‌ای سنگی و دارای قوس‌های فرورفته‌ای است که دارای دو درب و چهار کتیبه تزئینی سنگی با موتیف‌های گیاهی آن را احاطه کرده است.
باب المزینین به یک حیاط مستطیلی با کف مرمر باز می‌شود که در شمال شرقی نمای اصلی المدرسة الأقبغاویة، و نمای رنگارنگ المدرسة الطیبرسیه در جنوب غربی آن را احاطه کرده‌اند. سمت چهارم را دروازه قایتبای با مناره‌ای باشکوه بالای آن اشغال کرده است. درب این دروازه به صحن مسجد اصلی منتهی می‌شود. صحن مستطیلی، که امروز با سنگ سفید فرش شده است را رواق‌هایی در چهار طرف احاطه کرده است. دو سلسله رواق بعدها به کنار صحن اضافه شده است؛ رواق جنوب شرقی به شبستان مسجد منتهی می‌شود.
شبستان قدیمی که کمی از قبله منحرف است دارای ابعادی ۸۵ در ۲۴ متر است. در این شبستان، چهار ردیف طاق‌گان موازی با دیوار قبله، پنج راهرو ایجاد کرده‌اند. این طاق‌گان روی ستون‌های مرمری قرار گرفته‌اند. همه‌ی ستون‌ها اسپولیاهایی از آثار قدیمی رومی، قبطی و شاید حتی مصری هستند. ارتفاع ستون‌ها به کمک قرارگیری پایه‌هایی در زیر ستون‌ها و بالای سرستون‌ها با یکدیگر برابر شده است.‌ راهروی اصلی که به محراب ختم می شود بلندتر از بقیه شبستان، برای ورود بهتر نور ساخته شده است. 
محراب تاقچه‌ای است با نیم گنبدی بر فراز  آن که دو ستون مرمری و قاب قوسی بالای آنها،  محراب را احاطه کرده اند.  این محراب در چندین دوره مختلف دستخوش تغییرات شده است و اکنون با مرمر ساده و نقوش طلایی پوشیده شده است.
سه پله بالاتر از این حرم و پشت منطقه محراب، که فقط بخشی از دیوار قبله‌ی اصلی آن به جا مانده، شبستان الحاقی قرار دارد. ابعاد این شبستان ۶۹ در ۲۰ متر است و شامل چهار راهرو است که سه طاق‌گان آن را ایجاد کرده‌اند. این شبستان دارای یک راهروی عرضی است که راهروهای طولی را دو نیم می‌کند و قوس‌های آن بر روی جرزهایی قرار دارند. همچنین بالای محرابش یک گنبد وجود دارد. در انتهای شرقی این شبستان، درب به المدرسة الجوهریة باز می‌شود. دیوار قبله در سمت چپ خود یک گذرگاه بالاآمده به ارتفاع نیم متر دارد که به آرامگاه سید نفیسة البکریة، می‌رسد. در سمت راست آرامگاه، باب الشربه قرار دارد. در سمت چپ شبستان الحاقی، دومین دروازه اصلی الازهر ،باب السعیده، قرار دارد. این دروازه از نظر فرم و تزئینات مشابه باب المزینین است.
1. 1 2  Creswell، . (۱۹۵۲). The Muslim Architecture of Egypt I, Ikhshids and Fatimids, A.D. 939–1171. K. A. C.
2. 1 2 3 4 5 6 7 8  Yeomans. THE ART AND ARCHITECTURE OF ISLAMIC CAIRO. Garnet Publishing Limited.
3. 1 2 3 4 5 6 7 8  DORIS (۱۹۹۲). Islamic architecture of Cairo. Brill.
4. 1 2  . «Al-Azhar University». Encyclopædia Britannica.
5. 1 2  «Historic Cairo». unesco.
6. 1 2 3 4 5 6  Rabbat، Nasser. Al-Azhar Mosque: An Architectural Chronicle of Cairo's History. Brill.